# Lampranthus arenarius
Lampranthus arenarius är en isörtsväxtart som beskrevs av H.E.K. Hartmann. Lampranthus arenarius ingår i släktet Lampranthus och familjen isörtsväxter. Inga underarter finns listade i Catalogue of Life.